# Pornichet

Pornichet este o comună în departamentul Loire-Atlantique, Franța. În 2009 avea o populație de 10,466 de locuitori.